# Université d'éducation de Hokkaidō
L'Université d’éducation de Hokkaido (北海道教育大学, Hokkaidō kyōiku daigaku, couramment abrégée en Hokkyodai) est composée de cinq campus se trouvant autour de Hokkaidō. C'est une université nationale et publique, administrée par le gouvernement du Japon. Le campus principal est situé à la périphérie de Sapporo. L’Université d’éducation de Hokkaido/Sapporo (HUES) est le plus grand campus mais ne compte qu'un peu plus de 1 000 étudiants. D'autres campus se trouvent à Asahikawa, Iwamizawa, Hakodate, et Kushiro.

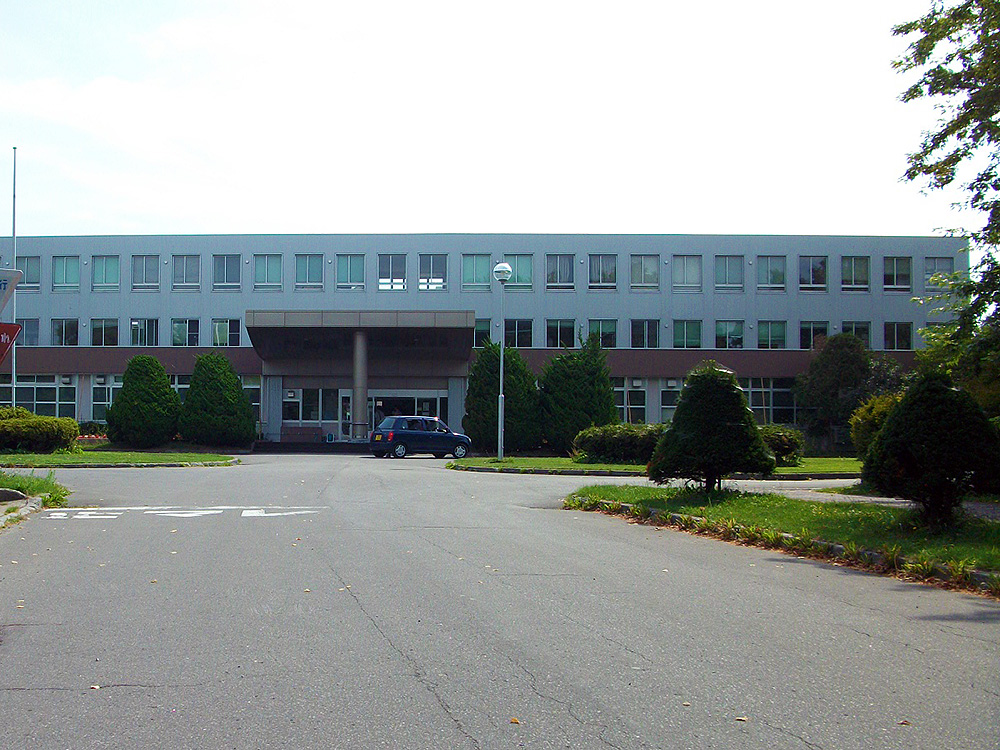
Bâtiment du campus de Hakodate de l'université d'éducation de Hokkaidō.

Hokkyodai est principalement consacrée à la formation des professeurs et chaque campus est associé à des écoles publiques où les étudiants de Hokkyodai peuvent mettre en pratique leurs acquis.